# تفجير السفارة الأردنية في بغداد
في يوم الخميس 7 أغسطس 2003 إنفجرت سيارة مفخخة قرب السفارة الأردنية في العاصمة العراقية بغداد، مما أدى إلى مقتل 11 شخص على الأقل وجرح العشرات. قال شهود عيان في المنطقة أن المنفذين ركنوا السيارة خارج السفارة وهربوا، وبعد فترة قصيرة إنفجرت السيارة. أغلب القتلى الذين سقطوا كانوا من حراس السفارة وبعض المارة في حين أن الموظفين داخل السفارة لم يتعرضوا إلا لإصابات خفيفة.
بعد الانفجار دخل متظاهرون غاضبون إلى مبنى السفارة وحطموا صور العاهل الأردني عبد الله الثاني وأنزلوا العلم الأردني وقاموا بإحراقه. ويعزو البعض ذلك إلى إستقبال إبنتي صدام حسين (رغد ورنا) وتوفير ملجأ لهم في الأردن. حيث جاء الحادث بعد أسبوع واحد فقط من منح الأردن حق اللجوء السياسي لابنتي صدام حسين.

## المنفذ
لم تتبنى أي جهة المسؤولية عن التفجير، إلا أن البعض حمّل أبو مصعب الزرقاوي قائد جماعة التوحيد والجهاد المسؤولية عن التفجير.
في فجر يوم السبت 4 مارس 2017 أعلنت الحكومة الأردنية عن تنفيذ حكم الإعدام على معمر احمد يوسف الجغبير إلى جانب 15 آخرين، بعد إدانته بتفجير السفارة الأردنية في بغداد.